# Le Vast
Le Vast ist eine französische Gemeinde 325 Einwohnern (Stand 1. Januar 2022) im Département Manche in der Region Normandie.

## Geografie
Le Vast liegt auf der Halbinsel Cotentin in der Landschaft Val de Saire. Es liegt an der Kreuzung der Straßen Valognes-Barfleur und Cherbourg
-Saint-Vaast-la-Hougue.
Durch das unebene Gelände, den Fluss Saire, die Wasserfälle, die Wälder und die Häuser ist Le Vast ein malerisches Dorf.

## Toponymie
Ödland oder trockenes Gebiet aus dem Lateinischen vastum. Vast ist die normannische Form, während Gast (vgl. Le Gast, Saint-Denis-le-Gast, Saint-Aubin-de-Terregatte und Saint-Laurent-de-Terregatte) die französische Form ist. Das Pendant zu vastum ist auf Englisch waste auf Deutsch Wüste. Siehe Brillevast, Vasteville, Martinvast, Tollevast, Hardinvast und Sottevast auf der Halbinsel Cotentin.

## Geologie und Geschichte
Le Vast liegt im armorikanischen Massiv. Dort findet man Gesteine aus dem Proterozoikum, sprich Briovérien. Der Ton erweist sich als vorteilhaft für die Weiden.
1803 errichtete Philippe Fontenilliat eine Baumwollspinnerei, die 600 Arbeiter einstellte.

## Bevölkerungsentwicklung
| Jahr      | 1962 | 1968 | 1975 | 1982 | 1990 | 1999 | 2008 | 2018 |
| Einwohner | 411  | 382  | 313  | 331  | 294  | 298  | 289  | 328  |

## Sehenswürdigkeiten
- Kirche Notre-Dame : Chor aus dem Ende des 14. Jahrhunderts, Kirchenfenster aus dem 15. Jahrhundert (in die Liste der historischen Denkmäler aufgenommen).
- Schloss von La Germonière und sein Park (in die Liste der historischen Denkmäler aufgenommen)
- Schloss von Le Vast
- Orgel aus dem 19. Jahrhundert (in die Liste der historischen Denkmäler aufgenommen).
- Wasserfälle

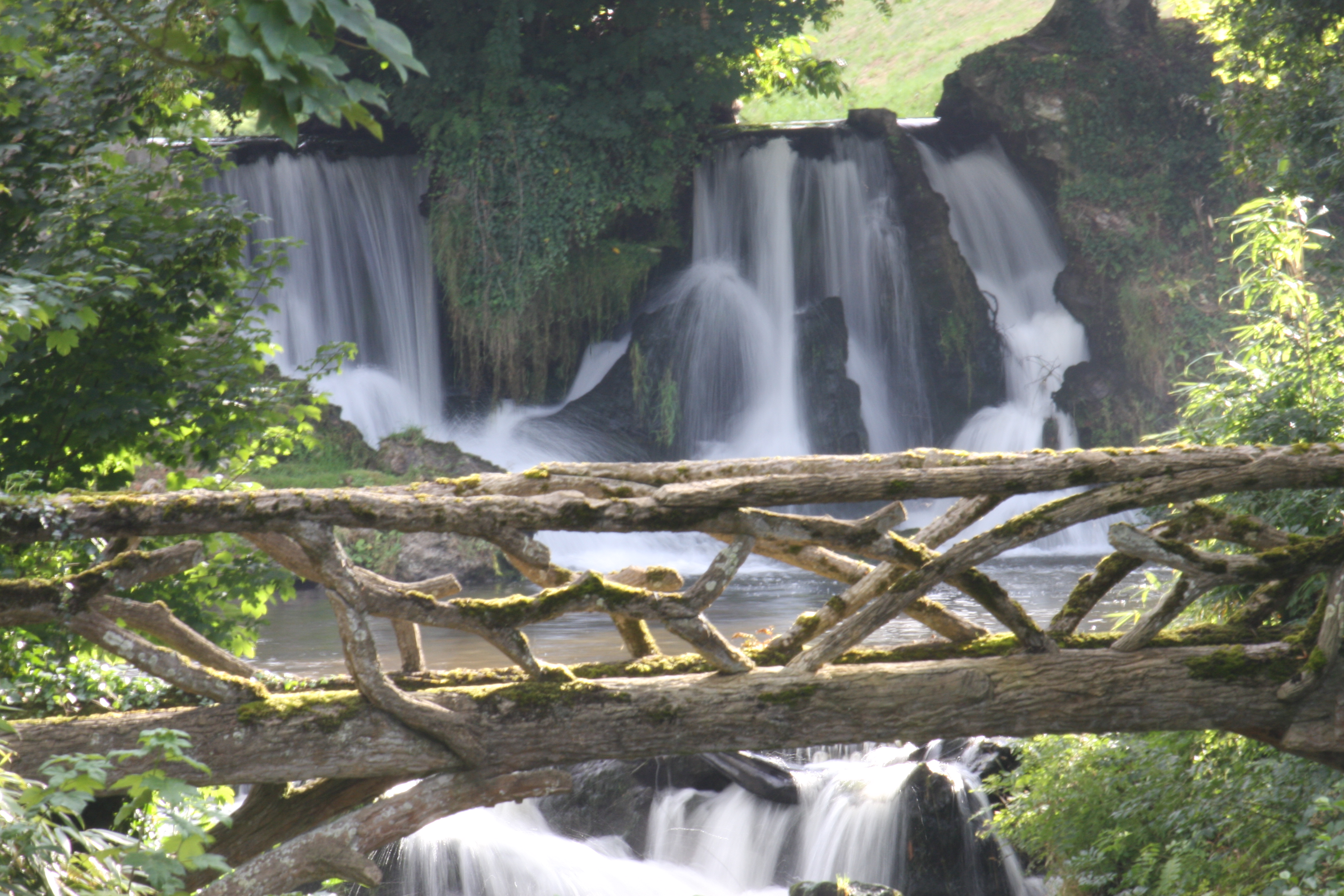
Wasserfall an der Saire
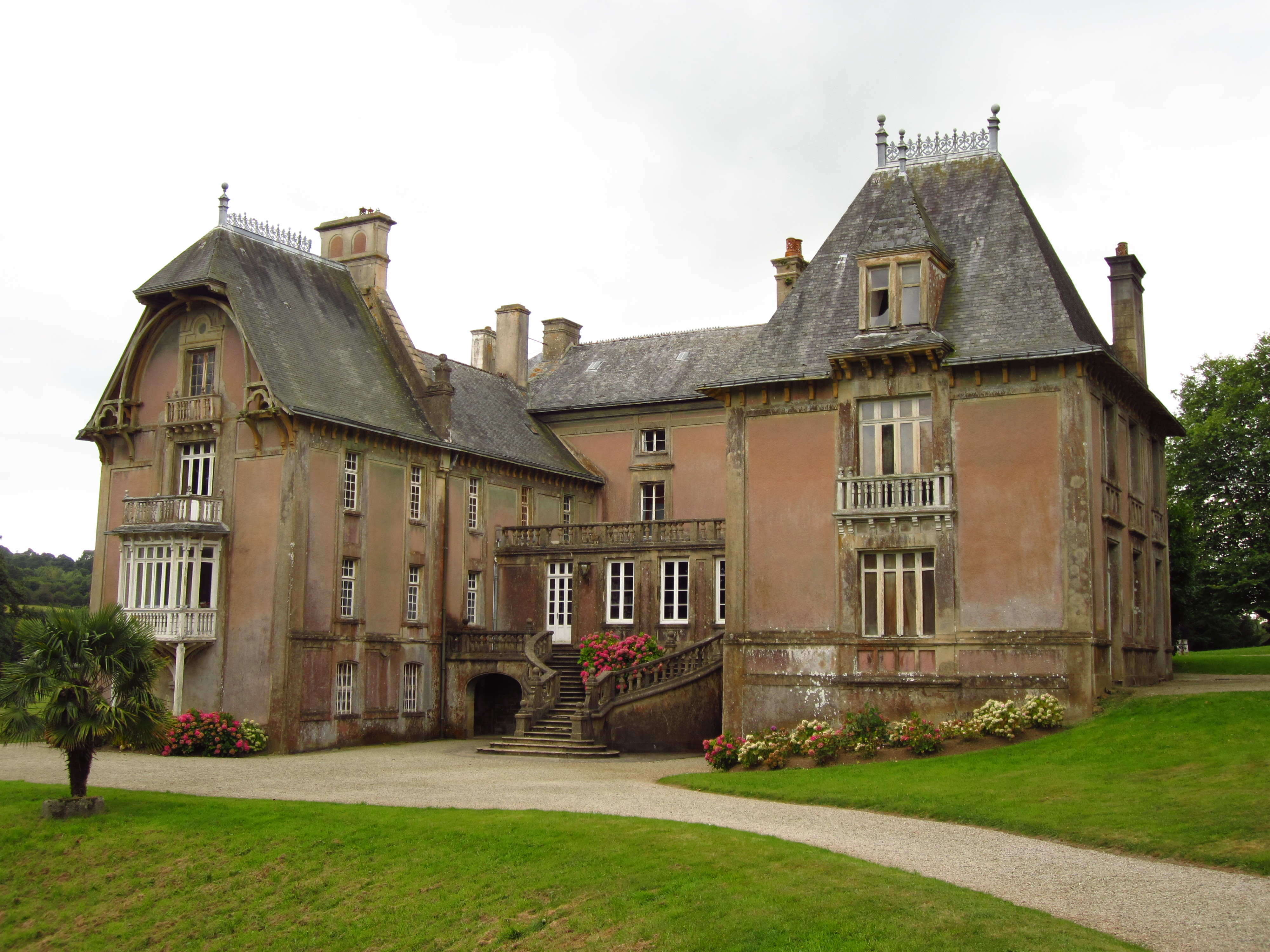
Schloss La Germonière.

## Persönlichkeiten
- Michel Le Tellier (1643 in au Vast – 1719), Jesuit, letzter Beichtvater des Königs Ludwig XIV.
- Philippe-François Fontenilliat (1757–1827 in Le Vast), Gründer der Spinnerei.
- Louis-Hippolyte Rangeard de La Germonière (1807–1887), Politiker, Spinner in Le Vast.
- Jac Lem (Joseph Lemonnier) (1914 in Le Vast – 1995), Maler.
- Lucien Lepoittevin (1932–2010), Geschichte- und Architekturlehrer, Zeichner und Maler, Spezialist von Jean François Millet.

## Le Vast im Film
1979 hat Roman Polański einige Szenen von Tess d’Urberville in Le Vast gedreht.